# توپی، خیبر پختونخوا
توپی (به انگلیسی: Topi) یک شهر در پاکستان است که در ناحیه سوابی واقع شده‌است. توپی ۳۳۵ متر بالاتر از سطح دریا واقع شده‌است.